# Flosequinan
Flosequinan es un vasodilatador de tipo quinolona, con efectos relajantes directos sobre las arterias y venas periféricas, siendo su administración vía oral en casos de insuficiencia cardíaca de pacientes que no responden a digitalis o inhibidores ECA. Además, administrado en bajas dosis -para evitar posibles efectos inotrópicos nocivos- podría ser útil para complementar aquellas terapias estándar utilizadas en este tipo de pacientes.
Su comercialización se realizó con el nombre Manoplax, hasta su prohibición en el mercado norteamericano en octubre del año 1993, debido principalmente a que incrementaba significativamente el riesgo de hospitalización y muerte; en efecto, diversas investigaciones han demostrado subsecuentemente un aumento sostenido en la mortalidad de pacientes tratados con al menos 100mg diarios de flosequinan.